# Ludwig Waidacher
Ludwig Waidacher, né le 22 aout 1960 à Arosa en Suisse, est un joueur professionnel suisse de hockey sur glace qui évoluait en position de défenseur.
Il a remporté la LNA en 1980 avec le HC Arosa. Il est le fils de Ludwig Waidacher et le père de Monika, Nina et Isabel Waidacher.

## Statistiques
| Saison    | Équipe     | Ligue |    | Saison régulière | Saison régulière | Saison régulière | Saison régulière | Saison régulière |   | Séries éliminatoires | Séries éliminatoires | Séries éliminatoires | Séries éliminatoires | Séries éliminatoires |
| Saison    | Équipe     | Ligue | PJ | B                | A                | Pts              | Pun              | PJ               | B | A                    | Pts                  | Pun                  |                      |                      |
| 1979-1980 | HC Arosa   | LNA   | 17 | 1                | 1                | 2                | 8                | -                | - | -                    | -                    | -                    |                      |                      |
| 1980-1981 | HC Arosa   | LNA   | 29 | 1                | 3                | 4                | 14               | -                | - | -                    | -                    | -                    |                      |                      |
| 1985-1986 | Zürcher SC | LNA   | 27 | 1                | 0                | 1                | 6                | -                | - | -                    | -                    | -                    |                      |                      |